# E 스트리트 밴드
E 스트리트 밴드(E Street Band)는 미국의 밴드이다.

## 구성원
투어링 음악가